# Rodolfo Carbone
Rodolfo Carbone (São Paulo, 2 de novembro de 1928 — São Paulo, 25 de maio de 2008) foi um futebolista brasileiro que atuou como meia-esquerda e ponta-esquerda.
Ídolo do Corinthians, foi revelado pelo Juventus da Mooca, e é tio do ex-futebolista e técnico José Luiz Carbone.

## Carreira

### Início
O paulistano de origem italiana Carbone iniciou muito jovem no futebol varzeano de São Paulo. Em 1945 decidiu tentar a sorte nos aspirantes do Clube Atlético Juventus. Em 1947 estreava na equipe profissional.

### Trajetória futebolística
Em 1951, transferiu-se para o Corinthians; foi o principal jogador de uma linha (Cláudio, Luisinho, Baltazar, Carbone e Mário) que chegou a marcar 103 vezes em 28 jogos, com a fantástica média de 3,67 gols por partida, superando pela primeira vez na era profissional a marca dos cem gols.  Conquistou o Campeonato Paulista de Futebol de 1951, sendo o artilheiro máximo com trinta gols, fazendo com que o Corinthians saísse de uma fila de dez anos sem títulos. 
Voltou a ser destaque em 1952 na conquista do bicampeonato paulista e na excursão que o Corinthians fez à Europa. Permaneceu no Corinthians durante seis anos; em 1957 foi negociado com o Botafogo-SP e posteriormente encerrou sua carreira no clube onde iniciou, o Juventus-SP.  Em seus bons tempos, Carbone chegou a ser homenageado na letra da música Gol de Baltazar, de Alfredo Borba, que dizia: “O Mosqueteiro ninguém pode derrotar, Carbone é o artilheiro espetacular”.
Na aposentadoria, Carbone ainda dirigiu na década de 80, a equipe do veteranos do Corinthians. Também possuía e gerenciava as locações de uma quadra de esportes, próximo ao Largo Ubirajara, no bairro do Belenzinho em São Paulo.

O jovem Carbone, artilheiro do Corinthians em 1951.

O septuagenário Carbone, trajetória de glórias.

### Infarto e morte
Carbone faleceu vitimado por um infarto do miocárdio no dia 25 de maio de 2008, e foi sepultado no cemitério da Quarta Parada, na zona Leste de São Paulo, aos setenta e nove anos de idade.

## Títulos
Corinthians
- Campeonato Paulista: 1951, 1952 e 1954
- Pequena Taça do Mundo: 1953
- Torneio Rio-São Paulo: 1953 e 1954
- Torneio Internacional Charles Miller: 1955

## Prêmios individuais
Corinthians
- Artilheiro do Campeonato Paulista: 1951 (30 gols)